# Augusto Almeida
Augusto Almeida (ur. 15 kwietnia 1966 w Porto) – portugalski judoka. Olimpijczyk z Barcelony 1992, gdzie zajął trzynaste miejsce w wadze półlekkiej.
Uczestnik mistrzostw świata w 1989, 1991 i 1993. Startował w Pucharze Świata w latach 1991–1993, 1995, 1999 i 2000. Uczestnik turniejów.

## Letnie Igrzyska Olimpijskie 1992
| Konkurencja | Eliminacje               | Eliminacje              | Repasaże             | Klas. końcowa |
| Konkurencja | Przeciwnik I             | Przeciwnik II           | Przeciwnik I         | Miejsce       |
| ----------- | ------------------------ | ----------------------- | -------------------- | ------------- |
| 65 kg       | Vicente Céspedes (PAR) Z | Rogério Sampaio (BRA) P | Kim Sang-mun (KOR) P | 13.           |